# Mirabela (kommun)
Mirabela är en kommun i Brasilien.   Den ligger i delstaten Minas Gerais, i den sydöstra delen av landet, 400 km öster om huvudstaden Brasília. Antalet invånare är 13 043.
Följande samhällen finns i Mirabela:
- Mirabela

Omgivningarna runt Mirabela är huvudsakligen savann. Runt Mirabela är det glesbefolkat, med 17 invånare per kvadratkilometer.